# Rock chinois

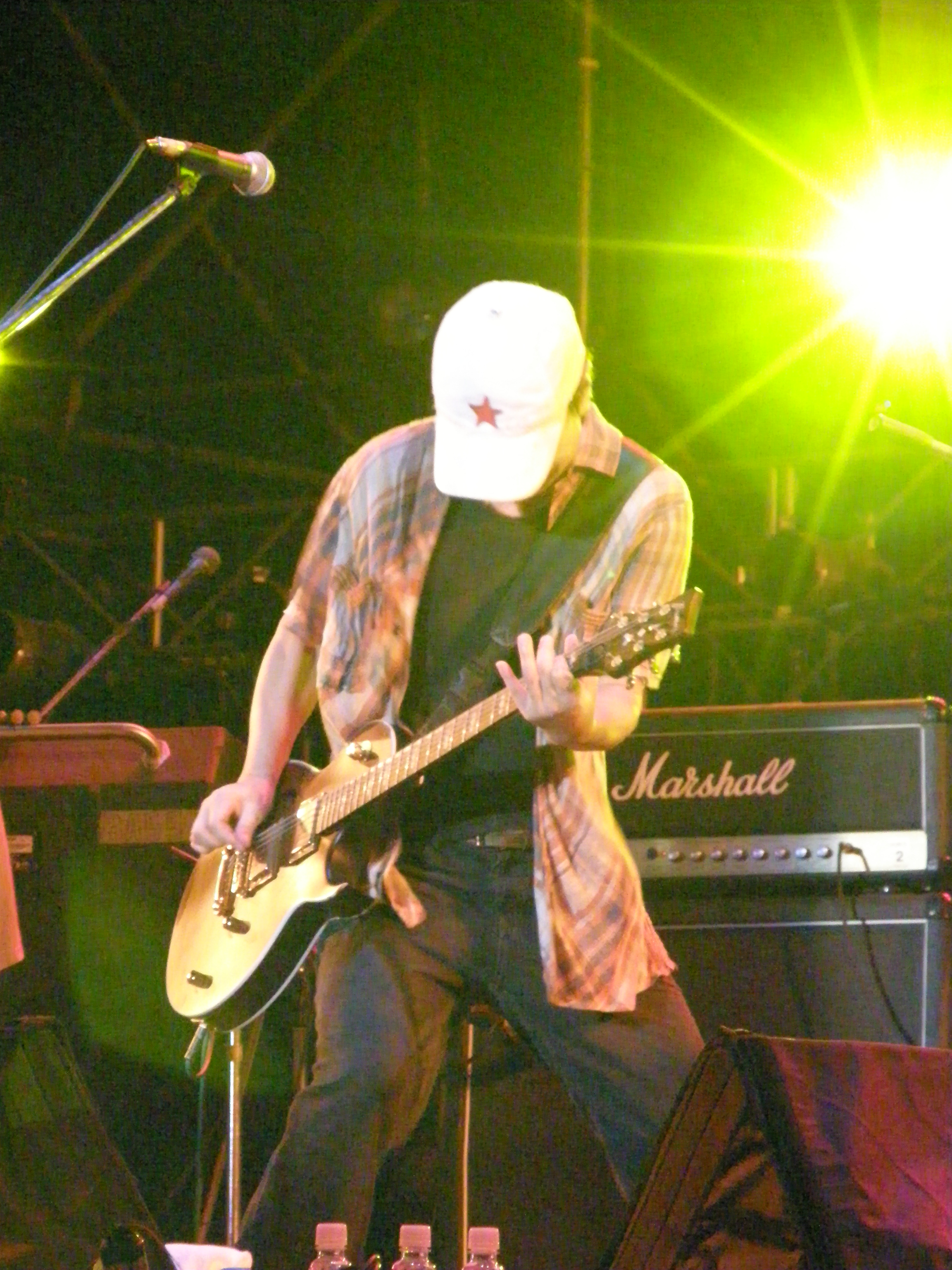
Cui Jian, artiste considéré comme pionnier du rock chinois.

Le rock chinois (chinois simplifié : 中国摇滚 ; pinyin : Zhōngguó yáogǔn ; chinois simplifié : 中国摇滚音乐 ; chinois traditionnel : 中國搖滾音樂 ; pinyin : Zhōngguó yáogǔn yīnyuè, lit. « musique rock and roll chinoise ») désigne une grande variété de musiques rock produites en République populaire de Chine (n'incluant pas les scènes rock de Taïwan et Hong Kong) qui a pris son essor dans les années 1980. Le rock chinois fusionne parfois la musique rock occidentale à des instrumentations traditionnelles chinoises.

## Histoire

### Origines
Le rock chinois prend son essor à la fin de la Révolution culturelle et la mort de Mao Zedong en 1976. Les politiques de réformes économiques initiées par Deng Xiaoping permettent à la musique populaire étrangère de pénétrer en Chine, avec l'arrivée de cassettes pirates venues de Taïwan et Hong Kong et d'étrangers. On retrouve dans les années 1980 des styles musicaux influencés par le rock, comme le Xibeifeng (西北风, « vent du Nord-Ouest »), un genre musical venu du nord-ouest de la Chine, mêlant chants folkloriques du Shaanxi au tempo rapide du rock 'n' roll,, ou encore les Qiuge (囚歌, « chant de prison »), qui mettaient en musique les récits des marginaux et vagabonds à la fin de la révolution culturelle.
Le premier groupe de rock chinois, Wan Li Ma Wang (万里马王) (composé du nom de famille des quatre membres du groupe) se forme en 1979 au sein de l'Université d'études internationales de Pékin, et reprend des classiques de rock occidental comme les Bee Gees ou les Beatles. La même année Graham Earnshaw créé le groupe de reprise rock Peking All-Stars composé d'étrangers qui se produit dans les hôtels internationaux. En 1983, un autre groupe de reprise, le Dalu Yuedui (大陆乐队), également composé d'étrangers se forme à Pékin, suivi en 1984 par le groupe chinois Bu Dao Weng (不倒翁). 
Les premiers groupes de rock chinois se produisent principalement dans les hôtels internationaux, lors de « parties » comme au restaurant Maxim's de Pékin, où se retrouve le « cercle du rock » (Yaogun quan, 摇滚圈).

### Ascension et popularisation croissante
La popularité du rock chinois va aller croissant dans les années 1980, notamment grâce à Cui Jian et son groupe ADO, qui se produit le 9 mai 1986 en direct à la télévision chinoise pour un concert de charité organisé au Stade des travailleurs de Pékin, où il interprète pour la première fois à la télévision chinoise un titre rock, Yi wu suo you (一无所有). La même année, Cui Jian publie l'album Returning Wanderer (浪子归), très influencé par les « chants de prison » et le « vent du Nord-Ouest ». Le 9 mai 1986, Cui Jian se produit pour la première fois à la télévision chinoise, lors du concert de charité 让世界充满爱 (Rang shijie chongman ai, littéralement « Remplir le monde d'amour ») organisé au Stade des Travailleurs de Pékin,. Cui Jian y interprète Je ne possède rien, qui devient la première chanson rock en chinois à être diffusé à la télévision chinoise et suscite l'enthousiasme du public et de la jeunesse. Devant la popularité de cette chanson, les organisateurs décident de la publier dans la cassette audio tirée du concert, faisant du portrait de Cui Jian l'image de couverture de l'album.
D'autres groupes de rock chinois se créent à la fin des années 1980 : MayDay (Wuyuetian, 五月天, à ne pas confondre avec le groupe taïwanais homonyme) et son chanteur He Yong, The Breathing (Huxi, 呼吸), The Face (Miankong, 面孔), le premier groupe de rock entièrement féminin Cobra (Yanjing she, 眼鏡蛇), et 1989 (de Zang Tianshuo). Les groupes formés par la suite incluent Tang Chao (唐朝, Dynastie Tang, également connu sous le nom Tang Dynasty) le chanteur et guitariste Ding Wu, et peut être le groupe de rock chinois le plus connu : Hei Bao (黑豹), conduit d’abord par le pionnier de la musique alternative chinoise Dou Wei. Au printemps 1989, Je ne possède rien devient de facto l’hymne des étudiants protestataires de la place Tian'anmen, Cui Jian lui-même soutient les étudiants et se produit en mai 1989 sur la place Tian'anmen.  

### Déclin post-Tian'anmen et renouveau dans les années 1990
La participation des rockers chinois au mouvement démocratique de 1989 entraîne un relatif déclin du rock 'n' roll, avec un contrôle accrue des groupes de rock par le pouvoir chinois. De nombreux travaux universitaires, parlent de « crise du rock and roll chinois », évoquant les difficultés de Cui Jian à se produire sur scène - il sera interdit de concert à Pékin jusqu'en 2007 - et la popularisation croissante de la musique pop venue de Hong Kong (Cantopop) ou de Taïwan (Mandopop).
Au milieu des années 1990 l'afflux de cassettes et CD pirates en provenance de Taïwan et Hong Kong — dont celles du groupes de rock hongkongais Beyond — ainsi que l'arrivée des CD et cassettes audio dakou (打口),, surplus de l'industrie musicale occidentale revendu sur le marché noir chinois, ouvre la jeunesse chinoise à des influences musicales et stylistiques étrangères, dont le rock, punk, metal ou grunge. De nouveaux groupes, mélangeant différents genres musicaux comme XTX (谢天笑), Catcher in the Rye (麦田守望者), UnderBaby (地下婴儿), Tongue (舌头) se forment au milieu des années 1990. Une scène punk émerge au même moment à Pékin et Wuhan, avec comme fer de lance le collectif nommé « L'armée de l'ennui » (无聊军队, composé de Brain Failure 脑浊, 69, Anarchy Boys 无政府主义男孩 et Reflector 反光镜) à Pékin, et SMZB (生命之饼), Sidoule (死逗了) et Shit Dog à Wuhan. Des lieux dédiés à la nouvelle scène rock indépendante s'ouvrent un peu partout dans la pays à partir des années 2000, comme le Scream Club puis le Happy Paradise à Pékin, le VOX à Wuhan ou le Yuyintang, à Shanghai.

### Depuis les années 2000
Le rock chinois et ses avatars — grunge, punk, metal, nu metal, etc. — s'est progressivement inscrit dans l'espace musical chinois. Des labels dédiés au rock indépendant, comme Modern Sky (摩登天空), fondé par le chanteur du groupe de brit-pop Sober (清醒) Shen Lihui, ou Maybe Mars (兵马司), fondé par le professeur d'économie américain Michael Pettis et gérant du bar rock D-22 à Pékin se sont constitués au fil des années 2000 pour produire les grands noms du rock chinois indépendant, comme Hedeghog (刺猬), Joyside, Demerit (过失) ou Carsick Cars.
Plus récemment, le concours de télé-crochet centré sur le rock indépendant chinois diffusé sur la plateforme de vidéos en ligne iQiyi The Big Band (Yuedui de xiatian, 乐队的夏天) a popularisé le rock indépendant auprès du grand public. Les deux saisons (une première en 2019 et une seconde en 2020) ont permis à des groupes tels que Hedgehog, Miserable Faith (痛苦的信仰), New Pants (新裤子), Carsick Cars, Re-Tros (重塑雕像的权利), Joyside, Wutiaoren (五条人) ou encore Mosaic (马赛克) de connaître une renommée importante bien que tardive,. 

## Groupes représentatifs

### Artistes solo
- Cui Jian
- Dou Wei
- He Yong
- Henry Zhou
- Luo Qi
- Pu Shu
- Wang Feng
- Wang Lei
- Wang Yong
- Xie Tianxiao
- Xu Wei
- Zhang Chu
- Zang Tianshuo
- Zheng Jun
- Zuoxiao Zuzhou

### Groupes
- 1976
- 1989
- 43 Baojia Street (鲍家街43号)
- Angry Jerks
- Anarchy Boys (无政府主义男孩)
- Ashura (阿修羅)
- Again (轮回)
- AK-47
- Anodize
- Baboo
- Barque of Dante (但丁之舟)
- Bearbiscuit
- Buyi (布衣乐队）
- Black Panther (黑豹)
- Brain Failure (腦濁)
- Carsick Cars
- Cobra (眼镜蛇)
- Cold Blooded Animal (冷血动物)
- Cold Fairyland (冷酷仙境)
- Demerit
- Duck Fight Goose
- Fall Insects (秋天的虫子)
- The Face (面孔)
- The Flowers (花儿乐队)
- The Frogs (青蛙乐队)
- Fa Zi (法兹)
- FloruitShow (福禄寿)
- The Samans (萨满, Saman)
- Gemini (简迷离)
- Hang on the Box (挂在盒子上)
- Happy Avenue (幸福大街)
- Hammered
- Hedgehog (刺猬)
- Hiperson (海朋森")
- Iron Joker (艾侬乔克)
- Infinite Sound (无限音)
- Joyside
- Left and Right (左右)
- Lonely China Day
- Mortal Fools
- MUMA (木马)
- New Pants (新裤子)
- Nine Treasures (九宝)
- Omnipotent Youth Society (万能青年旅店)
- Overload (超载)
- Pairs
- Pangu (盘古, PunkGod)
- Ping Pung
- P.K. 14
- Queen Sea Big Shark (后海大鲨鱼)
- Escape Plan  (逃跑计划)
- Re-Tros (重塑雕像的权利)
- Reflector (反光镜)
- Ruins (废墟)
- Second Hand Rose (二手玫瑰)
- Sick Larvae (病蛹)
- Silver Ash (银色灰尘)
- Snapline
- SMZB (生命之饼)
- Sober (清醒)
- SUBS
- Suffocated (窒息)
- Spring and Autumn (春秋)
- Supermarket (超级市场)
- SuperVC
- Tang Dynasty (唐朝)
- The Catcher in the Rye (麦田守望者)
- The Samans (萨满)
- The Last Successor (末裔)
- Tomahawk (战斧)
- Twisted Machine (扭曲的机器)
- Wasted Laika
- What? (什么)
- Wild Children "野孩子)
- Wood Pushing Melon (木推瓜)
- Wutiaoren (五条人)
- Yao (妖)
- Yaksa (夜叉)
- YuFeiMen (与非门)
- Ziyue (子曰)
- Zuriaake (葬尸湖)